# Le Cannet
Le Cannet [lə kanɛ] (provenzalisch Lo Canet oder Lou Canet) ist eine französische Stadt mit 40.198 Einwohnern (Stand 1. Januar 2022) im Département Alpes-Maritimes in der Region Provence-Alpes-Côte d’Azur. Die Gemeinde liegt im Arrondissement Grasse und ist den beiden Kantonen Cannes-1 und Le Cannet zugeordnet.

## Geographie
Die Gemeinde Le Cannet liegt nördlich der Strände und des Hafens von Cannes, etwa zwei Kilometer von der Mittelmeerküste entfernt. Sie wird auch das Madeira Frankreichs genannt. Kiefern, Mimosen, Eukalyptuspflanzen und Orange- und Olivenhaine wachsen an den Hängen sanfter Hügel. Von hier überblickt man die Bucht von Cannes, die Îles de Lérins und das Horn des Esterel.
Das Klima in Le Cannet ist mediterran. Seine durch ein Halbrund von Hügeln gut geschützte Lage bewirkt ein niederschlagsarmes Mikroklima, das so gut wie keinen Frost kennt. Insbesondere seit dem Ende des 19. Jahrhunderts lockte das zahlreiche Menschen an, ihre Sommerfrische in der Region zu verbringen.
Dem Beispiel des alten Roms mit seinen sieben Hügeln folgend, umfasst auch das Gebiet von Le Cannet sieben Hügel: Le Pézou, La Colle, Le Bosquet, Serra Capeou, Les Clauvins, Font-Marie und Les Bréguières. Eine wichtige Römerstraße, die nach der Tochter des Kaisers Augustus benannte Via Julia, die Arles mit Rom verbindet, durchquert diese Hügel; ihr Verlauf ist bis heute zu erkennen.
Die Nachbargemeinden sind Mougins, Cannes und Vallauris.

## Geschichte

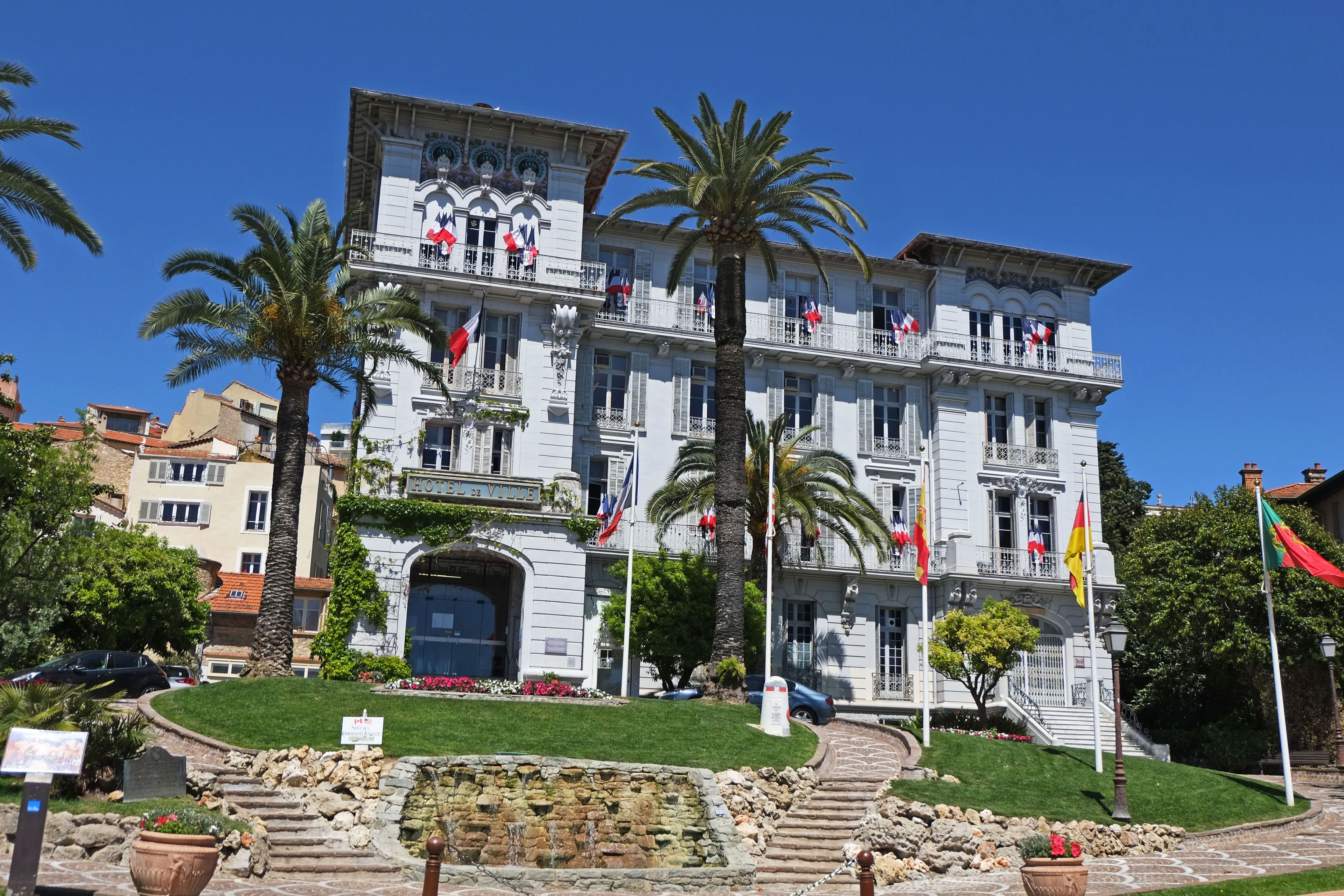
Mairie (Rathaus)

Schon in der Antike wurde das heutige Le Cannet von Römern besiedelt, nachdem diese die keltisch-ligurischen Völker aus der Gegend vertrieben hatten. Sie ließen sich nieder, pflanzten Oliven und gaben dem Ort den Namen Olivetum.
Im 15. Jahrhundert warben Mönche von den Îles de Lérins Familien aus dem Oneilletal im heutigen Italien an, sich in der Gegend niederzulassen und Land zu bewirtschaften. Im Jahr 1441 wies die Abtei einem Sylvestre Calvy, der heute als Gründer des Ortes gilt, Land zur Bewirtschaftung in Cannet zu. Zwischen 1441 und 1500 kamen auf diese Weise 140 Familien in den Ort. Sie teilten das Land in kleine Weiler auf, die rund um das zugewiesene Land lagen. Viele der Familiennamen findet man heute als Namen von Stadtteile der Stadt Le Cannet wieder: Dany, Ardisson, Calvy, Escarasse, Gourrin, Apie.
Bis 1778, als Le Cannet zur selbständigen Gemeinde wurde, war der Ort Teil der Gemeinde Cannes. Heute gehen die Stadtgebiete der beiden Orte ineinander über und bilden ein Ballungsgebiet mit mehr als 100.000 Einwohnern.

## Bevölkerung
| Jahr                       | 1962   | 1968   | 1975   | 1982   | 1990   | 1999   | 2006   | 2016   |
| Einwohner                  | 15.499 | 23.231 | 33.892 | 37.411 | 41.842 | 42.158 | 42.538 | 41.612 |
| Quellen: Cassini und INSEE |        |        |        |        |        |        |        |        |

Le Cannet ist, gemessen an seiner Bevölkerungszahl, die sechstgrößte Gemeinde des Départements Alpes-Maritimes. Gemessen an der Bevölkerungsdichte steht sie mit fast 5500 Einwohnern pro km² deutlich vor Nizza, mit seinen knapp 4800 Einwohnern pro km², an erster Stelle. Zu verdanken hat die Stadt dies vor allem einem sehr raschen Bevölkerungszuwachs in den 1960er Jahren, der sich von den 1970er bis 1990er Jahren in abgeschwächter Form fortsetzte. Seither blieb die Einwohneranzahl weitgehend konstant.

## Sehenswürdigkeiten
Siehe auch: Liste der Monuments historiques in Le Cannet
- Die grundlegend restaurierte Kapelle Saint-Sauveur verfügt über einen sehenswerten Glockenturm.
- Die Kirche Sainte-Catherine ist seit 1926 als Monument historique eingetragen. Sie wurde im 16. Jahrhundert auf Beschluss der Bevölkerung erbaut und ist noch heute die wichtigste Pfarrkirche des Ortes. Ihr viereckiger Turm beherrscht das Stadtbild.
- Die Kapelle Notre-Dame-des-Anges ist seit 1941 als Monument historique eingetragen. Sie wurde 1557 auf testamentarischen Wunsch eines Mitglieds einer alten cannetanischen Familie errichtet. Sie besteht aus einem rechteckigen Kirchenschiff und einer nach außen offenen Vorhalle.
- Der Tour des Danys, der auch Räuberturm genannt wird, ist ebenfalls seit 1941 als Monument historique klassifiziert. Er trägt den Namen einer weiteren alteingesessenen Familie der Stadt und stammt aus der Mitte des 15. Jahrhunderts.
- der Tour des Calvys trägt den Namen der ältesten Familie der Stadt, die 1441 begann in Le Cannet Land zu bewirtschaften. Als im Jahr 1707 Eroberer in die Region einfielen, rettete der Turm die Bewohner, die sich in ihn zurückziehen konnten.
- Die Kapelle Saint Bernardin, die an die Kirche Sainte-Catherine angebaut ist, stand lange Zeit leer. Seit 1999 dient sie als Ausstellungsraum.
- Im Konzertsaal La Palestre, mit einer Kapazität von 8.000 Plätzen wurden schon Konzerte von Eric Clapton, Mark Knopfler und Bob Dylan veranstaltet.
- Museum Bonnard, ein Kunstmuseum[1]

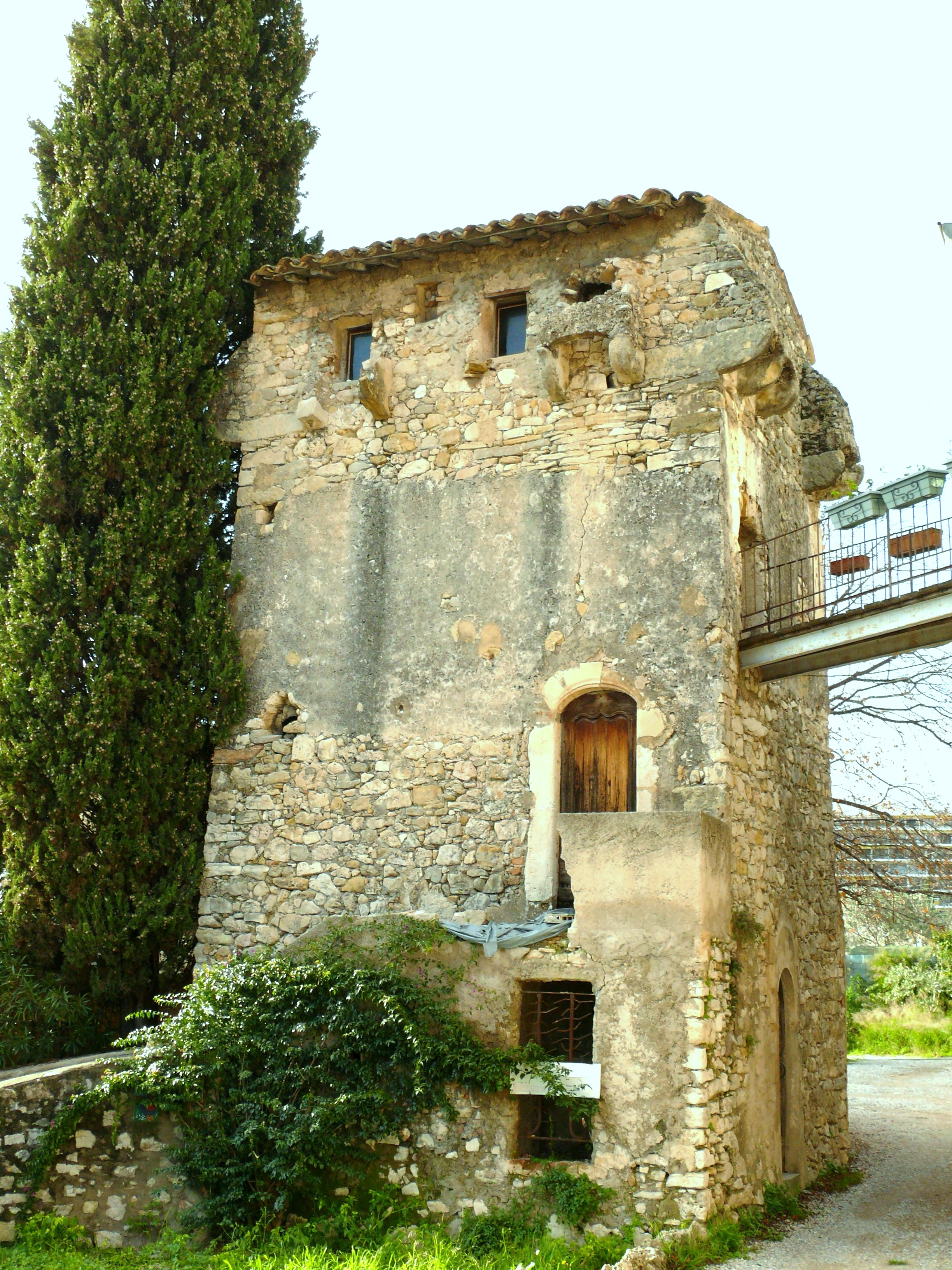
Tour des Danys
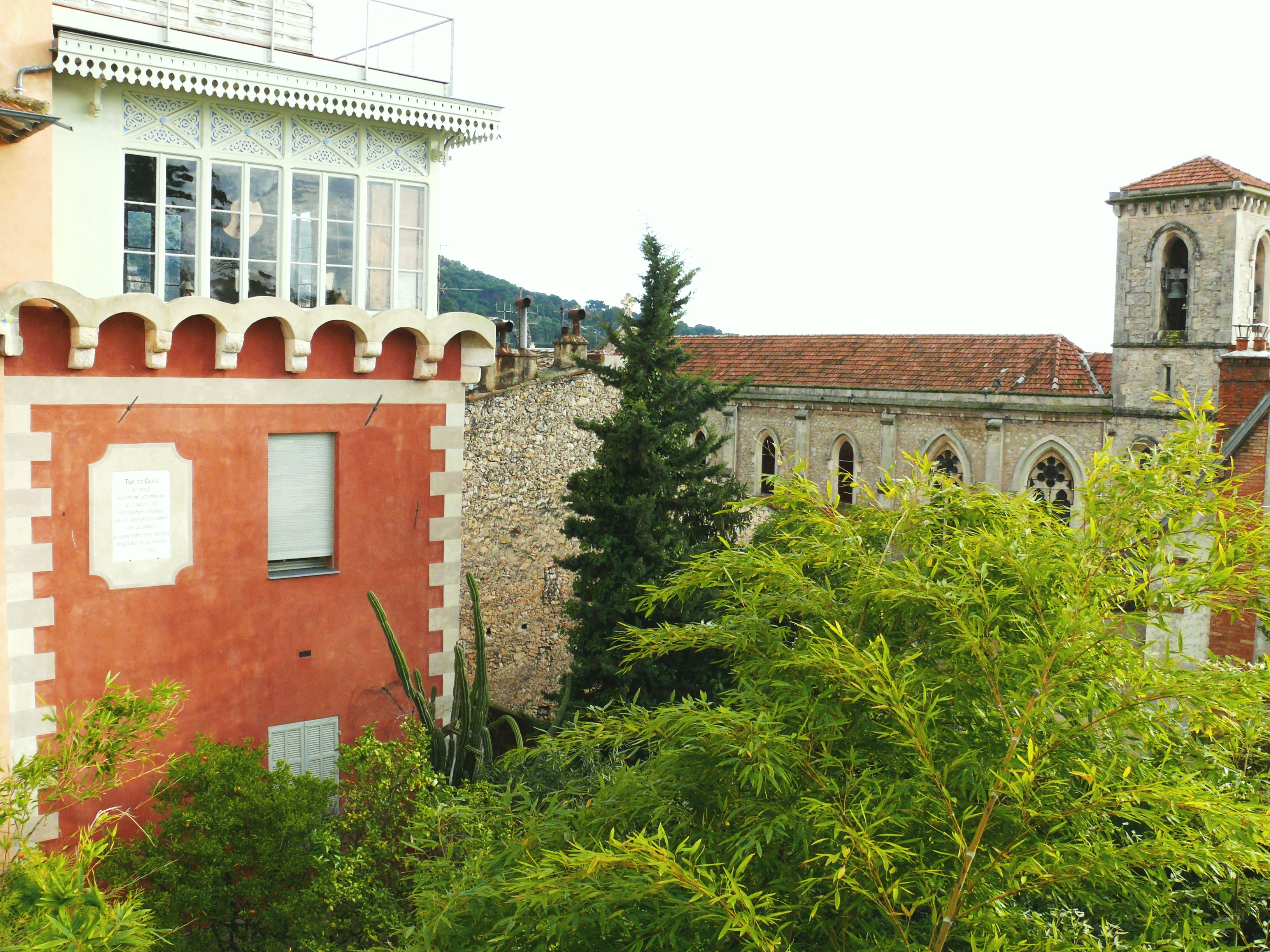
Tour des Calvys und Kirche Sainte-Philomène
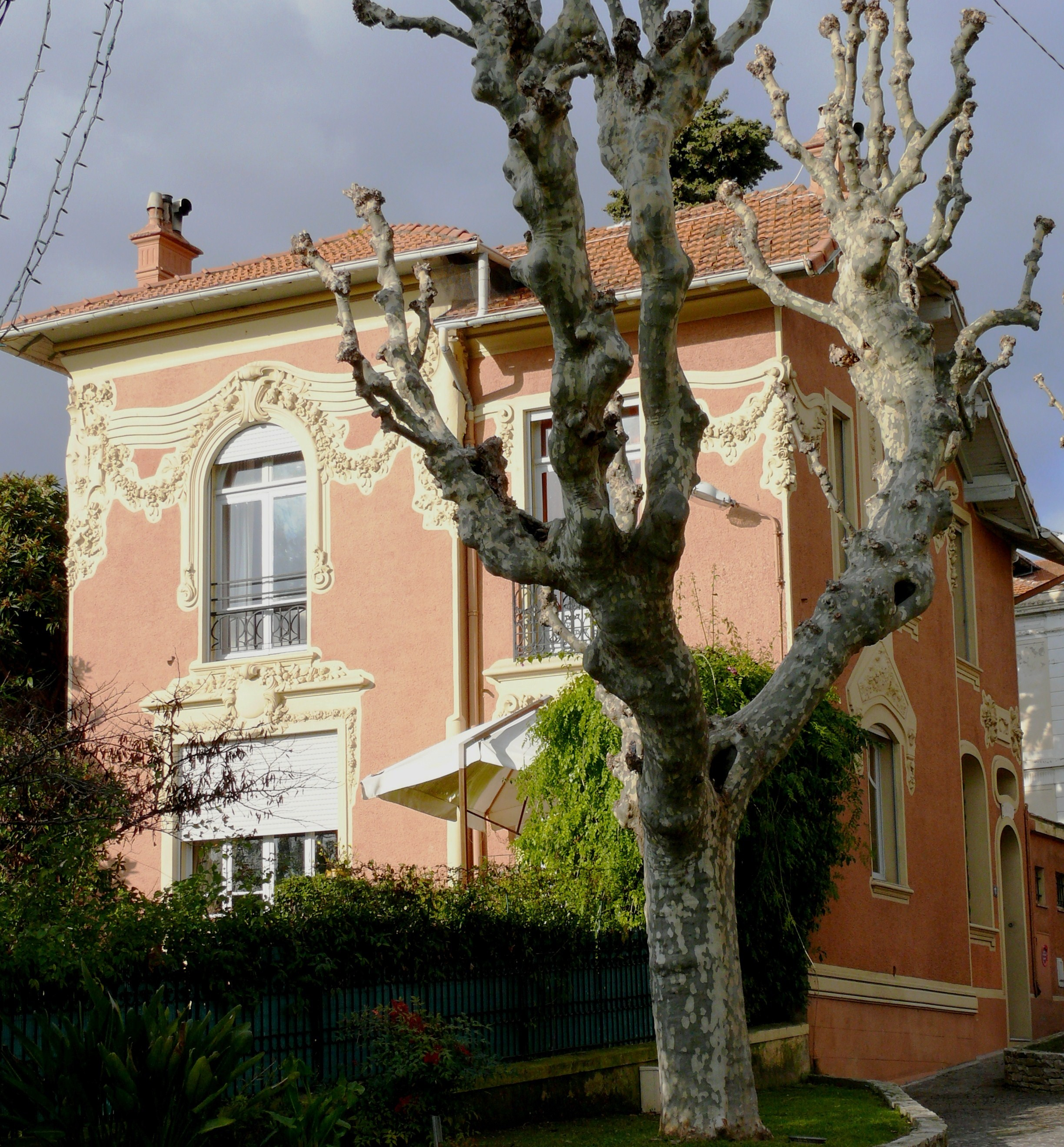
Villa Cantegril
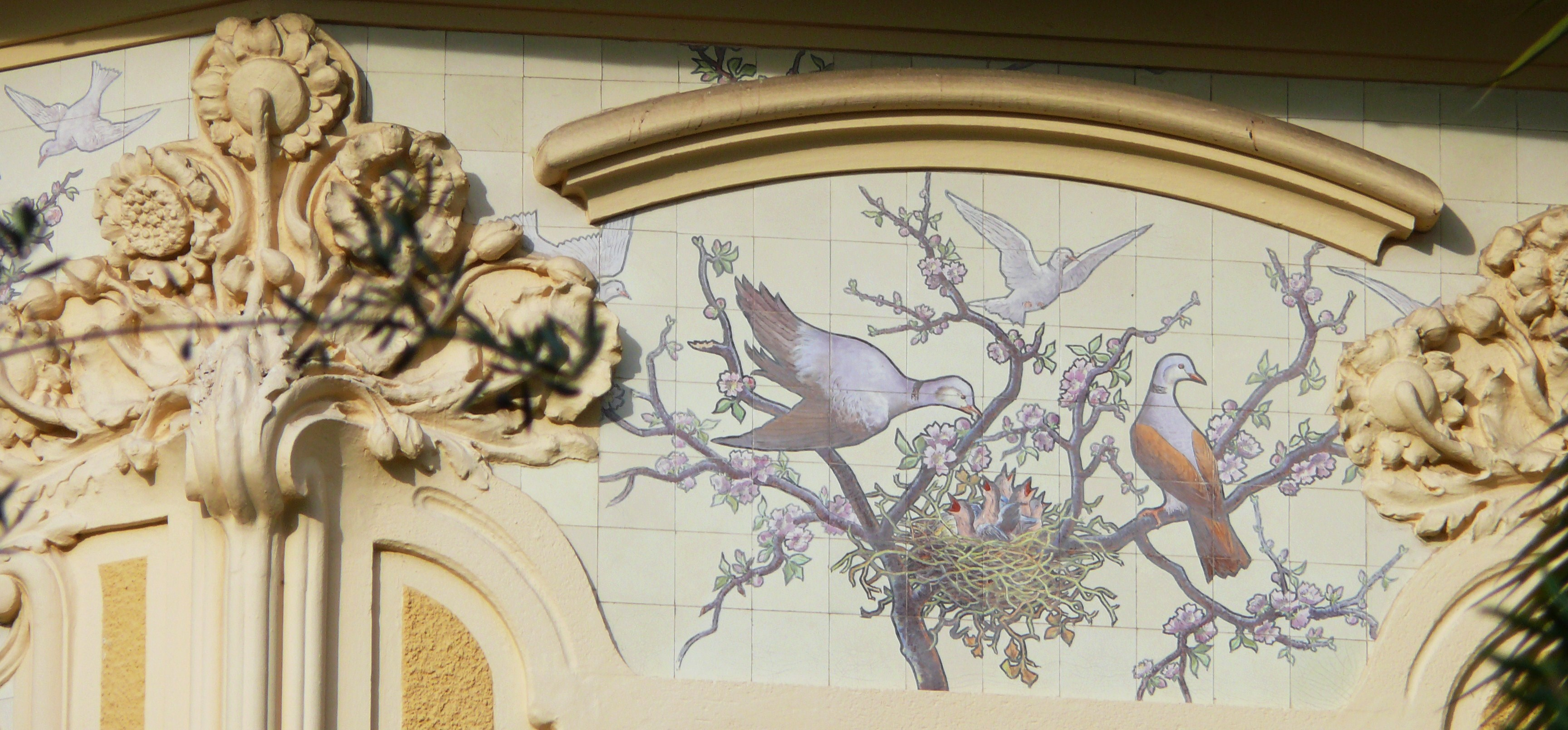
Villa Le Nid – Detail

## Verkehr
Durch das Stadtgebiet verlaufen Abschnitte der Autobahn A 8 La Provençale, die nächste Anschlussstelle 42 / Mougins liegt jenseits der nördlichen Stadtgrenze. Mit Cannes ist die Stadt über die Departementsstraße D 6285 verbunden.
Der nächste Bahnhof mit Personenverkehr ist Cannes, rund 3 Kilometer von der Innenstadt Le Cannets entfernt.

## Städtepartnerschaften
Le Canet ist mit folgenden Partnerstädten verbunden:
- Lafayette (Louisiana) in den Vereinigten Staaten
- Königstein im Taunus in Deutschland
- Benidorm in Spanien
- Vila do Conde in Portugal

## Persönlichkeiten
Söhne und Töchter der Stadt
- Bernard Consten (1932–2017), Rallye- und Rundstrecken-Rennfahrer sowie Sportfunktionär
- Richard Galliano (* 1950), Jazzmusiker und Komponist
- Robert Jaulin (1928–1996), Anthropologe und Ethnologe
- Pascal Mariini (* 1960), Fußballspieler
- Victorien Sardou (1831–1908), Dramaturg

Mit der Stadt verbunden
- Zahlreiche berühmte Persönlichkeiten nutzten die Stadt als Sommerdomizil:
der Schriftsteller Prosper Mérimée, die Tragödienschauspielerin Rachel, die Maler Auguste Renoir sowie Henri Lebasque und Pierre Bonnard (beide auch hier gestorben) oder Aga Khan III. mit seiner im Jahr 2000 in Le Cannet verstorbenen Ehefrau Yvette Labrousse.
- Der französische Rennfahrer Patrick Tambay war Mitglied des Stadtrates von Le Cannet.
- René Vietto (1914–1988), französischer Radrennfahrer, ist in Le Cannet gestorben.